# حمید بن قحطبه طایی
 حمید بن قَحْطَبَه طایی(به عربی: حمید بن قحطبه الطائی) والی و سردار معروف خراسان در دوره خلافت هارون الرشید و مامون بود. حمید از قبیله طیء بود.
وی در دوران حکومت هارون الرشید، کاخ معروفی واقع در سناباد داشت. در بهار سال ۱۹۳ هجری قمری، هارون الرشید که برای سرکوب شورشی عازم سرزمین شرقی خلافتش بود، در نوغان بیمار شد و بنا به وصیتش او را در آن باغ دفن کردند. چند سال بعد در دوران خلافت مامون، در ۲۰۲ هجری قمری، علی بن موسی که پس از یک سال اقامت در مرو عازم بغداد بود، در منزل امیر سناباد مسموم شد و مامون پیکر او را نزدیک قبر هارون به خاک سپرد. از آن پس آن نقطه «مشهد الرضا» به معنی «محل کشته‌شدن رضا» و به اختصار مشهد نام گرفت.

### کشتار شیعیان
در تاریخ آمده که او به دستور هارون شصت نفر از سادات علوی که زندانی بودند را کشت و درون چاهی انداخت. و نقل شده بعد از این واقعه دیگر روزه نمی‌گرفت چون اعتقاد داشت که در روز قیامت بخشیده نخواهد شد و به جهنم خواهد رفت.